# キリフィ橋
キリフィ橋(キリフィばし)はケニア最長の橋。全長420m。1991年完成。キリフィとムナラニを繋ぐ。

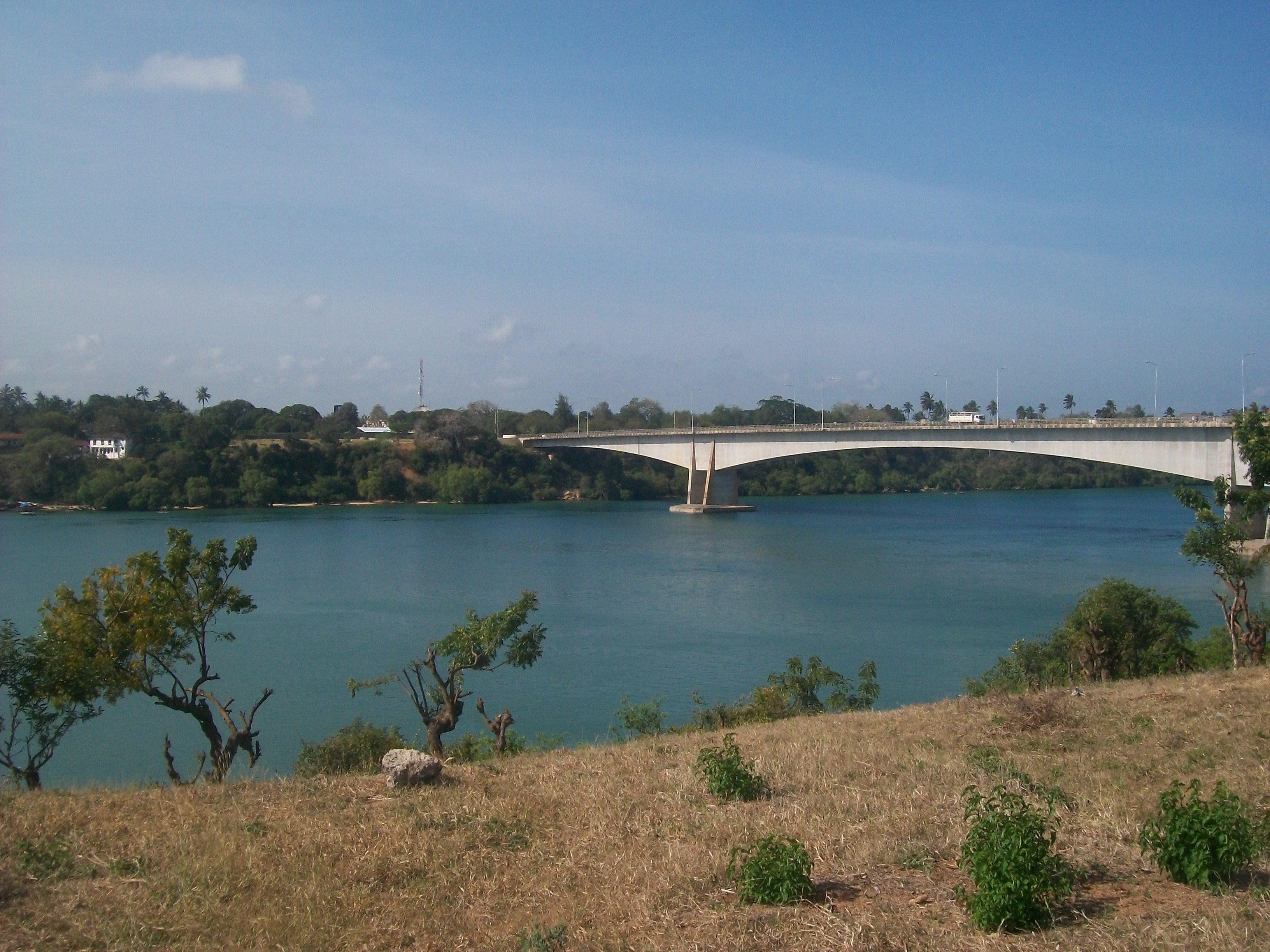